# Sphinctomyrmex
Sphinctomyrmex é um gênero de insetos, pertencente à família Formicidae.

## Espécies
- Sphinctomyrmex asper
- Sphinctomyrmex caledonicus
- Sphinctomyrmex cedaris
- Sphinctomyrmex chariensis
- Sphinctomyrmex clarus
- Sphinctomyrmex cribratus
- Sphinctomyrmex duchaussoyi
- Sphinctomyrmex emeryi
- Sphinctomyrmex froggatti
- Sphinctomyrmex furcatus
- Sphinctomyrmex imbecilis
- Sphinctomyrmex mjobergi
- Sphinctomyrmex myops
- Sphinctomyrmex nigricans
- Sphinctomyrmex occidentalis
- Sphinctomyrmex rufiventris
- Sphinctomyrmex Sphinctomyrmex
- Sphinctomyrmex septentrionalis
- Sphinctomyrmex stali
- Sphinctomyrmex steinheili
- Sphinctomyrmex taylori
- Sphinctomyrmex trux
- Sphinctomyrmex turneri